# Храм Светог пророка Илије у Сијaринској бањи
Храм Светог пророка Илије у Сијaринској бањи се налази у Сијаринској Бањи, Општина Медвеђа, Србија.
Овај је православни храм припада Сијаринскобањској парохији, Јабланичком намесништву, Православној Епархији нишкој .
Храм се налази недалеко од центра бање на брду са кога се види скоро цела Сијаринска бања.
Храм је саграђен на темељима старе хришћанске базилике из античког периода. Претпоставља се да је овај храм у XII веку доградио Стефан Немања. Изградња храма започета је 1920. године, али је убрзо прекинута, због могућег значаја археолошког налазишта у непосреној близини. Изградња Цркве настављена је тек око 1980. године, јер се након археолошких истраживања дошло до закључка да су остаци ранохришћанске базилике само темељи без значајније важности за археологију.
Храм је завршен и у потпуности фрескописан 2005. године. Осветио га је тадашњи епископ нишки Иринеј 2005. године.
Дан цркве и празник Сијаринске Бање обележава се сваке године, свечаним сабором, на дан 2. август, “ Свети пророк Илија“ (Илиндан).
Околина цркве се стално уређује тако да се постављају стазе за шетање и довршавају помоћни објекти Парохијског дома (2018.-2020.г.)

## Галерија
- Унутрашњост храма, централни део
- Покров
- Задњи део цркве
- Храм ноћу
- Парохијски дом